# Enter Shikari
Enter Shikari是一個英國搖滾硬蕊的樂團，2003年成立於英國的哈特福郡，聖奧爾本斯。它們結合了後硬蕊與一些重金屬的次類型，如金屬蕊、另類金屬，並且還有電音元素，如電子、Dubstep、Trance，使用鼓與貝斯創做出厚重的電子蕊效果。「Shikari」這個名字是取自一艘小船，這個小船是主唱Reynold的叔叔所擁有的，同時這個名字也是他在創團以前，自編的一齣戲的角色名稱。Shikari在印度－伊朗語族中的許多語言都有「獵人」之意。他們的初到專輯《Take to the Skies》，發行於2007年三月19日，馬上獲得英國官方專輯榜第四名，2009年七月15日第二章專輯《Common Dreads》則是得到英國專輯榜第16名。發行於2012年一月16日的第三張正規專輯《A Flash Flood of Colour》，在發行當週一直維持專輯排行榜首位，但最後仍落到第四名。目前樂團展開了《A Flash Flood of Colour世界巡迴》。

## 樂團成員
- Roughton "Rou" Reynolds — 主唱, 程式處理, 鍵盤, 混音, 吉他
- Liam "Rory" Clewlow  — 吉他, 和聲
- Chris Batten  — 貝斯, 和聲
- Rob Rolfe — 鼓, 打擊樂器, 和聲

## 專輯作品
- Take to the Skies (2007)
- Common Dreads (2009)
- A Flash Flood of Colour (2012)

## 提名獲獎作品
| 年份 | 獲提名                      | 獎項                               | 結果 |
| ---- | --------------------------- | ---------------------------------- | ---- |
| 2006 | Enter Shikari               | 2006年Kerrang!獎: 英國最佳新人     | 提名 |
| 2007 | Enter Shikari               | NME: John Peel音樂創新獎           | 獲獎 |
| 2007 | Enter Shikari               | 2007年Kerrang!獎: 獨立精神         | 獲獎 |
| 2007 | Enter Shikari               | 2007年Kerrang!獎: 最佳現場表演樂團 | 獲獎 |
| 2007 | "Sorry You're Not a Winner" | 2007年Kerrang!獎: 最佳單曲         | 提名 |
| 2007 | Enter Shikari               | BT數位獎: 年度突破性藝人           | 獲獎 |
| 2009 | Enter Shikari               | 2009年Kerrang!獎: 最佳現場表演樂團 | 提名 |
| 2010 | Enter Shikari               | 2009年Kerrang!獎: 英國最佳樂團     | 提名 |
| 2012 | Enter Shikari               | 2012年Kerrang!獎: 最佳現場表演樂團 | 待定 |
| 2012 | A Flash Flood of Colour     | 2012年Kerrang!獎: 最佳專輯         | 待定 |
| 2012 | Rou Reynolds                | 2012年Kerrang!獎: 年度英雄         | 待定 |

其他
- 2007年《搖滾之聲》票選「誰會成功」[16]
- 2011年Ourzone讀者票選「最佳現場演出樂團」[17]
- 2012年Ourzone讀者票選「誰會贏」[17]

## 站外連結
- 官方网站